# フェリックス・ツー・シュヴァルツェンベルク
フェリックス・ツー・シュヴァルツェンベルク（ドイツ語: Felix zu Schwarzenberg、1800年10月2日 - 1852年4月5日）は、オーストリアの貴族。軍事と外交の両分野で活躍した。

## 生涯

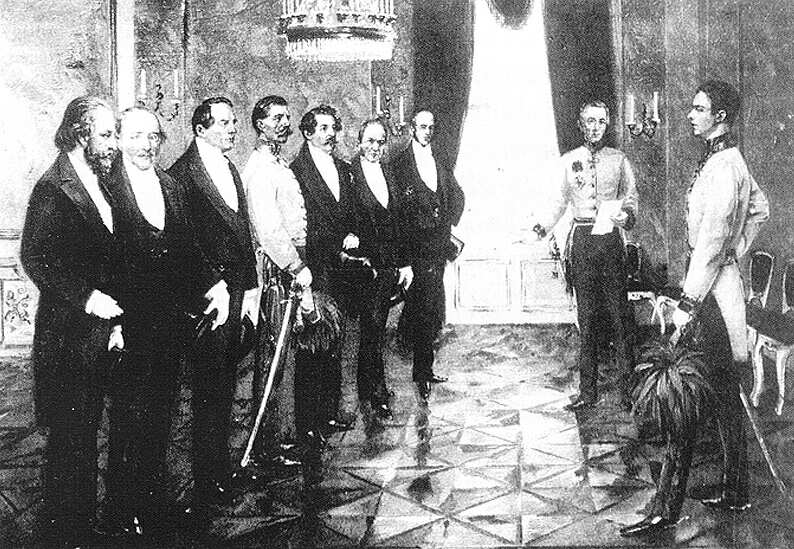
皇帝フランツ・ヨーゼフ1世に新閣僚を紹介するシュヴァルツェンベルク

1848年革命によって宮廷がインスブルックに逃れた際、オーストリア皇帝フェルディナント1世の補佐機関である「宰相会議」は瓦解し、帝国の実権は諸将に移った。北イタリアの反乱を鎮圧したヨーゼフ・ラデツキーは82歳と老齢で政治的野心もなかったことから、プラハとウィーンの暴動を鎮圧したアルフレート1世・ツー・ヴィンディシュ＝グレーツが強大な存在感を持つこととなった。
ヴィンディシュ＝グレーツの妻はフェリックスの姉エレオノーレであり、ヴィンディシュ＝グレーツの強力な後押しによって、1848年11月21日、オーストリアの首相兼外相に任命された。
1848年12月2日、フェルディナント1世は退位し、シュヴァルツェンベルクは新皇帝フランツ・ヨーゼフ1世を補佐することとなった。
1852年4月5日、宮廷舞踏会に出席するために騎兵隊の制服を着ている中、心臓発作で急死した。フランツ・ヨーゼフ1世はシュヴァルツェンベルクの横死を悼み、母のゾフィー大公妃に送った書簡で「私はこの偉人と共に墓に沈めることができない秩序の原則を守らなければなりません」と書いた。シュヴァルツェンベルクに匹敵するほどの人物が見当たらず、関係者は後任探しに頭を悩ませた。このため当分オーストリア首相は空席となり、フランツ・ヨーゼフ1世自らがその役割を果たすこととなった。